# Rolf Wüstenhagen

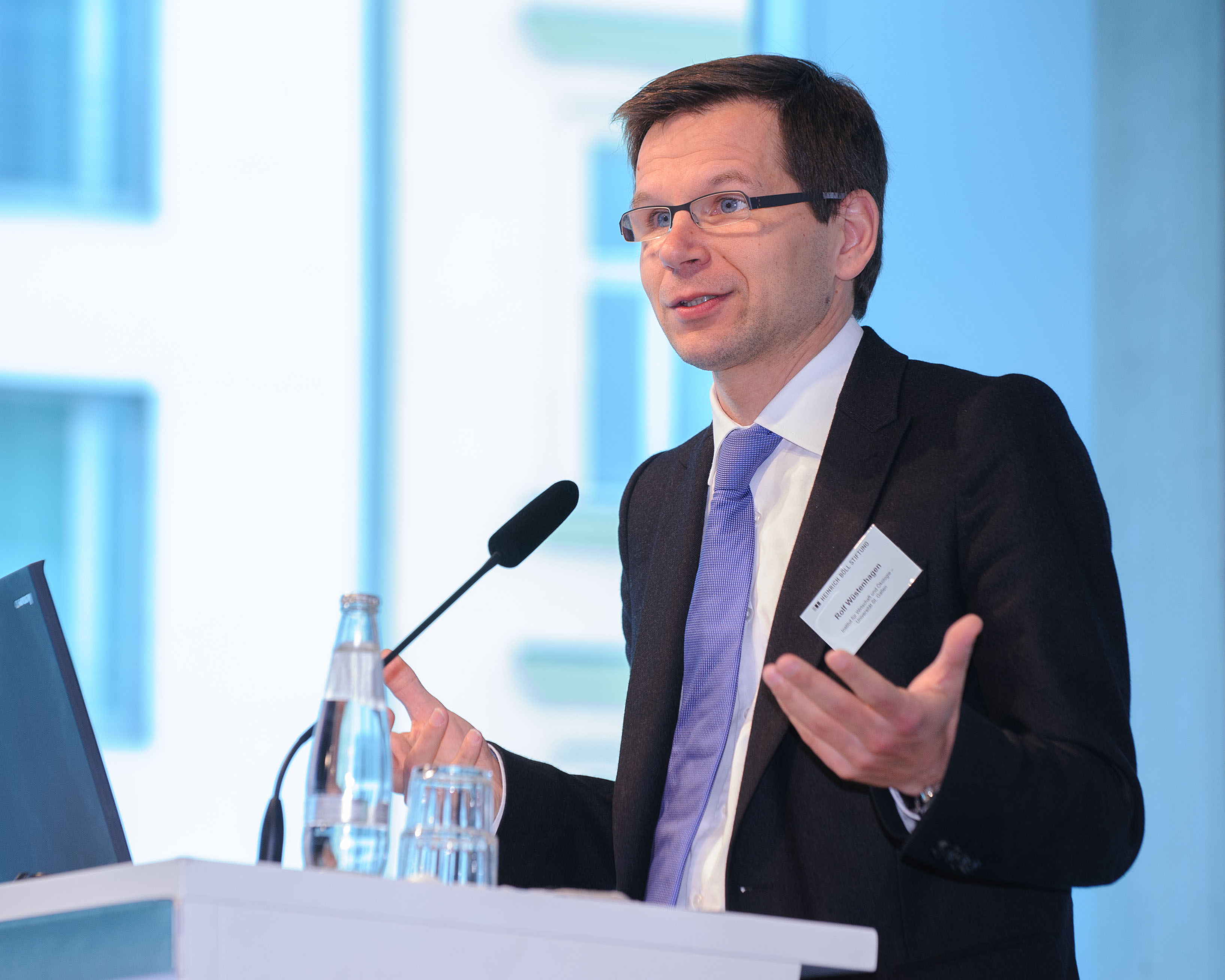
Rolf Wüstenhagen, 2013

Rolf Wüstenhagen (*  12. Mai 1970 in Mannheim) ist ein deutsch-schweizerischer Wirtschaftsingenieur. Er ist Professor für Management Erneuerbarer Energien an der Universität St. Gallen (HSG).

## Leben
Rolf Wüstenhagen ist Direktor des Instituts für Wirtschaft und Ökologie an der HSG und leitet den Good Energies-Lehrstuhl für Management Erneuerbarer Energien. Der Wirtschaftsingenieur (TU Berlin) habilitierte 2007 zum Thema „Venturing for Sustainable Energy“. In den Jahren 2005 und 2008 war er Gastprofessor an der University of British Columbia und der Copenhagen Business School.
Von 2004 bis 2010 war er Mitglied der Eidgenössischen Energieforschungskommission (CORE). Von 2008 bis 2011 vertrat er die Schweiz im Leitautoren-Team des Intergovernmental Panel on Climate Change (IPCC) zur Rolle erneuerbarer Energie beim Klimaschutz. Seit 2011 gehört er dem Beirat „Energiestrategie 2050“ der Schweizer Regierung an.
Rolf Wüstenhagen ist Akademischer Direktor des berufsbegleitenden Weiterbildungsprogramms „Renewable Energy Management“.

## Publikationen (Auswahl)

### Bücher
- mit Robert Wuebker: Handbook of Research on Energy Entrepreneurship. Edward Elgar Publishing, Cheltenham UK and Lyme US, 2011.
- mit J. Hamschmidt, S. Sharma und M. Starik (Hrsg.): Sustainable Innovation and Entrepreneurship, (= New Perspectives in Research on Corporate Sustainability series. Vol. 5). Edward Elgar Publishing, Cheltenham UK and Lyme US 2008.
- Ökostrom – von der Nische zum Massenmarkt [Green electricity – from niche to mass markets]. Entwicklungsperspektiven und Marketingstrategien für eine zukunftsfähige Elektrizitätsbranche. vdf-Verlag, Zürich. (zugl. Dissertation, Universität St. Gallen 2000)

### Zeitschriftenbeiträge
- mit D. Litvine: Helping “light green” consumers walk the talk: Results of a behavioural intervention survey in the Swiss electricity market. In: Ecological Economics. 70 (3), 2011, S. 462–474, doi:10.1016/j.ecolecon.2010.10.005.
- mit M. Wolsink und M. J. Bürer: Social acceptance of renewable energy innovation: An introduction to the concept. In: Energy Policy. 35 (5), 2007, S. 2683–2691, doi:10.1016/j.enpol.2006.12.001.
- mit T. Teppo: Do venture capitalists really invest in good industries? Risk-return perceptions and path dependence in the emerging European energy VC market. In: Int. J. Technology Management. 34 (1/2), 2006, S. 63–87, doi:10.1504/IJTM.2006.009448.
- mit L. Bird und J. Aabakken: A review of international green power markets: recent experience, trends, and market drivers. In: Renewable and Sustainable Energy Reviews. 6 (6), 2002, S. 513–536, doi:10.1016/S1364-0321(02)00033-3.